# Я за тебе відповідаю
«Я за тебе відповідаю» (рос. «Я за тебя отвечаю») — радянський художній фільм 1984 року, знятий режисером Борисом Яшиним на кіностудії «Мосфільм».

## Сюжет
Героїня фільму — працівниця автомобільного заводу — людина зі щедрим характером. Завжди готова допомогти тим, хто потребує її допомоги, вона не переймається тим, як вибудовується її особисте життя, але цілком щаслива.

## У ролях
- Віктор Корешков — секретар райкому
- Борис Щербаков — директор заводу
- Михайло Волонтир — Він
- Олександр Галибін — замполіт
- Вацлав Дворжецький — дід
- Людмила Зайцева — Анна Антонова
- Валерій Носик — фотокореспондент
- Тетяна Бестаєва — Зіна
- Вадим Курков — Сергій
- Віктор Філіппов — майстер
- Олександр Пашутін — Микола
- Олена Самсонова — другорядна роль
- Олександр Лебедєв — Рубльов
- Світлана Ступак — епізод
- Валентина Хмара — епізод
- Василь Домрачов — вістовий
- Алевтина Рум'янцева — епізод
- Олена Антонова — епізод

## Знімальна група
- Режисер — Борис Яшин
- Сценаристи — Валерій Мнацаканов, Борис Яшин
- Оператор — Борис Кочеров
- Композитор — Владислав Казенін
- Художник — Євген Віницький